# Patent- og Varemærkestyrelsen
Patent- og Varemærkestyrelsen är ett danskt direktorat under Erhvervsministeriet som har till uppgift att skydda den industriella upphovsrätten, däribland design, bruksmodeller och registrerade varumärken. Direktoratet inrättades 1880 som Patentkommissionen. Under perioden 1924–1999 hette direktoratet Patentdirektoratet.
Patent- og Varemærkestyrelsen erbjuder företagstjänster i form av information, lösningar på problem, kurser och internationellt samarbete.
Direktoratet är beläget i Tåstrup och har 245 medarbetare.